# Dasyatis sabina
Dasyatis sabina  (лат.) — вид рода хвостоколов из семейства хвостоко́ловых отряда хвостоколообразных надотряда скатов. Они обитают в субтропических водах северо-западной и центрально-западной части Атлантического океана. Обычно встречаются на глубине до 25 м. Максимальная зарегистрированная ширина диска 61 см. Грудные плавники этих скатов срастаются с головой, образуя ромбовидный диск, ширина которого равна длине. Рыло вытянутое и заострённое. Хвост длиннее диска. Позади шипа на хвостовом стебле расположены вентральный и дорсальный кожные кили. Вдоль позвоночника до основания хвоста по диску пролегает ряд бляшек. Окраска дорсальной поверхности диска ровного коричневого цвета. Подобно прочим хвостоколообразным Dasyatis sabina размножаются яйцеживорождением. Эмбрионы развиваются в утробе матери, питаясь желтком и гистотрофом. Не являются объектом целевого промысла. В качестве прилова попадаются при донном тралении, пойманных рыб, как правило, выбрасывают за борт. 

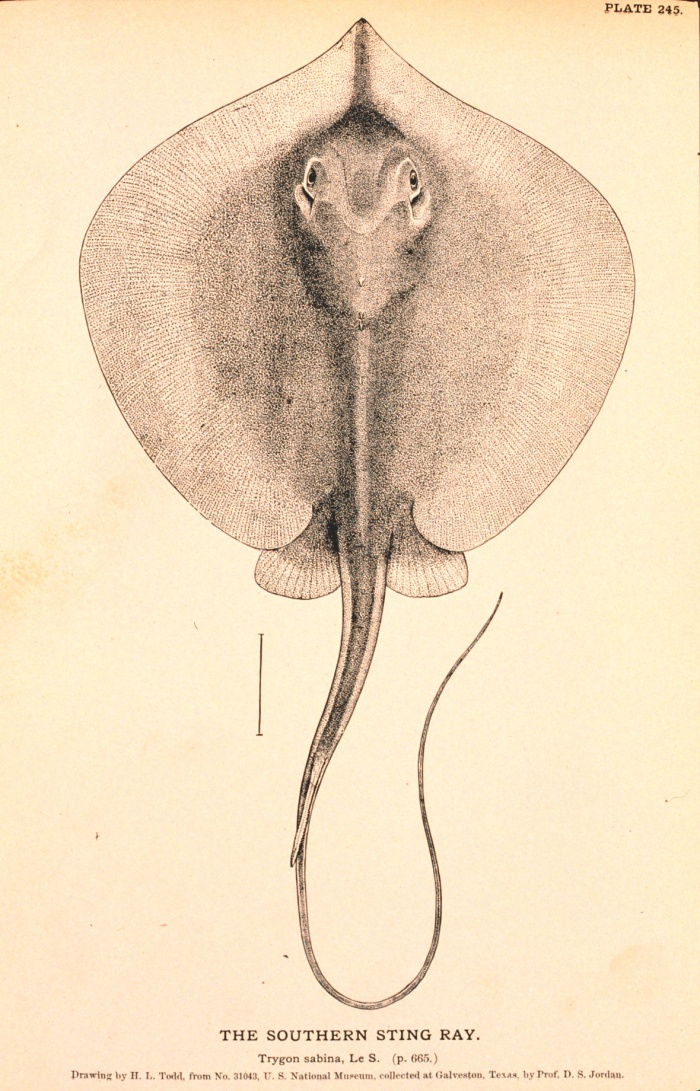
Оригинальное изображение Dasyatis sabina

## Таксономия и филогенез
Впервые Dasyatis sabina был научно описан французским натуралистом Шарлем Александром Лесюёром в 1824 году. В качестве объекта описания была использована повреждённая особь хвостокола, добытая американским натуралистом Тицианом Пилом в ходе экспедиции 1817 года во Флориду. C тех пор в разных источниках новый вид относили к устаревшим родам, в том числе Pastinaca, Dasybatus (или как вариант Dasibatis и Dasybatis) и Amphotistius, которые в итоге были признаны синонимами  рода Dasyatis. 
В 2001 году был опубликован филогенетический анализ 14 видов хвостоколов, основанный на морфологии. В нём Dasyatis sabina был признан одним их наиболее базальных членов рода. Это корневой вид большой клады, в которую входят также Американский хвостокол, северный колючий хвостокол, Dasyatis guttata и Dasyatis margaritella .

## Ареал и места обитания
Dasyatis sabina обитают в западной части Атлантики от Чесапикского залива до Флориды и Мексиканского залива, включая воды, омывающие Кампече. Свидетельства об их присутствии у побережья Гренады, Суринама и Бразилии вызывают сомнения и могут относиться к другим видам хвостоколов. Эти скаты приспособлены к обитанию в широком диапазоне солёности воды. Они заходят в пресноводные реки, например, Миссисипи и Сент-Джонс, а также населяют озеро Пончартрейн. Хвостоколы, живущие в озере Пончартрейн, представляют собой единственную постоянную популяцию пластиножаберных в пресных водах Северной Америки. 
Эти скаты встречаются в мелких прибрежных водах на песчаном или заиленном дне. Они предпочитают температуру воды выше 15 °C и выдерживают нагревание более чем до 30 °C. Они совершают сезонные миграции, зимой оставаясь в тёплой воде: в Чесапикский залив они приплывают только летом и осенью. В других местах зимой они уходят на большую глубину. У берега они держатся на глубине 2—6 м, а во время миграций опускаются до 25 м.

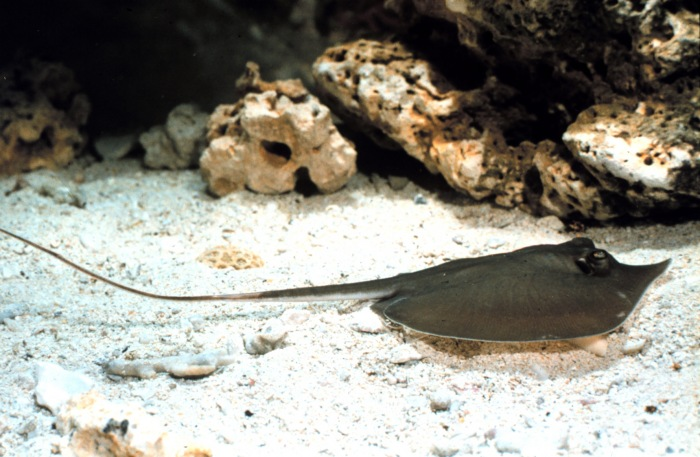
Эти скаты ведут донный образ жизни.

## Описание
Грудные плавники Dasyatis sabina срастаются с головой, образуя ромбовидный плоский диск, ширина которого равна 1,1 длины, с закруглёнными плавниками («крыльями») и выгнутым передним краем. Удлинённое рыло заострено. Позади глаз расположены брызгальца. На вентральной поверхности диска расположены 5 пар жаберных щелей, рот и овальные ноздри. Между ноздрями пролегает лоскут кожи с бахромчатым нижним краем. Рот изогнут в виде дуги, на дне ротовой полости присутствуют 3 толстых отростка. Зубы выстроены в шахматном порядке и образуют плоскую поверхность. Обычно зубы притуплённые, однако во время сезона размножения зубы взрослых самцов заостряются, давая им возможность хватать самок за края плавников. Хвост длинный и кнутовидный. Как и у других хвостоколов на дорсальной поверхности в центральной части хвостового стебля расположен зазубренный шип, соединённый протоками с ядовитой железой. Иногда у скатов бывает 2 шипа. Ежегодно в период между июнем и октябрём шип обламывается и на его месте вырастает новый. Длина шипа составляет 1/4 ширины диска. Позади шипа на хвостовом стебле расположены вентральная и дорсальная кожные складки.  
У особей большого размера вдоль позвоночника до основания хвоста пролегает ряд бляшек или колючек. У крупных самок бляшки появляются в области вокруг глаз и брызгалец. Окраска дорсальной поверхности диска желтовато-коричневого цвета. Края диска светлее основного фона, вдоль позвоночника тянется тёмная полоса. Вентральная поверхность диска белая или серая. Хвостовые кожные складки желтоватые. У крупных особей хвост иногда покрывается пятнами, основание становится серым, а кончик темнеет. Максимальная зарегистрированная длина 61 см, а вес 4,9 кг.

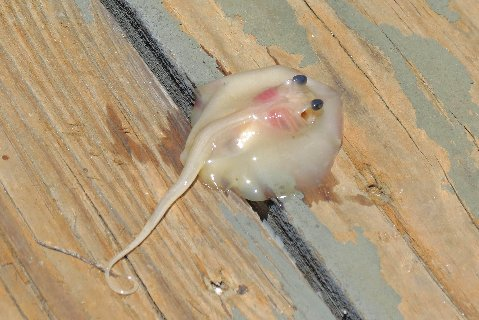
Зародыш Dasyatis sabina

## Биология
Dasyatis sabina охотятся на донных беспозвоночных, таких как двустворчатые, цериантарии, бокоплавы и нереиды. Они обнаруживают добычу с помощью электрорецепции. Состав их рациона зависит от места обитания. Во время охоты скаты разворачиваются рылом против течения, которое смывает слой осадков. Эти скаты в свою очередь могут стать добычей тигровых и тупорылых акул. В пресных водах на них охотятся миссисипские аллигаторы. На Dasyatis sabina паразитируют Карпоеды, которые питаются кожной слизью.
Несмотря на постоянное присутствие в пресных водах, этот вид является эвригалинным, и ни у одной из популяций не развился специальный осморегуляторный механизм, характерный для речных хвостоколов семейства Potamotrygonidae. Возможно, это связано с недавним освоением рек и озёр (менее 1 миллиона лет назад) и/или неполной изоляцией пресноводных популяций, поскольку они способны жить и в солёной воде. У  Dasyatis sabina, обитающих в пресной воде концентрация мочевины и прочих осмолитов в крови составляет всего 30—50 % от концентрации характерной для морских популяций этого вида. Однако разница концентраций веществ в их крови и окружающей воде может вызвать диффузию воды в их тело, поэтому они должны вырабатывать большое количество разбавленной мочи (в 10 раз больше по сравнению с особями, живущими в морской воде), чтобы компенсировать этот эффект. 
Подобно прочим хвостоколообразным Dasyatis sabina  относятся к яйцеживородящим рыбам. Во Флориде как морские, так и пресноводные популяции размножаются ежегодно с сентября-октября по апрель, тогда как овуляция случается не ранее марта или начала апреля. В ходе брачного ритуала самец следует за самкой, хватает её зубами за край плавника, после чего происходит спаривание. Эмбрионы развиваются в утробе матери, питаясь желтком и гистотрофом. В помёте 1—4 новорождённых длиной 10—13 см, которые появляются на свет в конце июля и начале августа. Беременность длится 4—4,5 месяца. Самцы и самки, принадлежащие к морской популяции, достигают половой зрелости при ширине диска около 20  см и 24 см соответственно. У пресноводных самцов и самок этот показатель равен 21 см и 22 см соответственно.

## Взаимодействие с человеком
Если на хвостокола наступить, он может ударить ядовитым шипом и нанести болезненный укол. Dasyatis sabina не являются объектом целевого лова, однако у берегов Северной Каролины они попадаются качестве прилова при коммерческом промысле с камбалы с помощью жаберных сетей. Пойманных скатов, как правило, живыми выпускают в море. Пресноводная популяция может страдать от ухудшения условий среды обитания. Международный союз охраны природы присвоил этому виду статус сохранности «Вызывающий наименьшие опасения».